# Kirsty Hawkshaw
Kirsty Hawkshaw (Londra, 26 ottobre 1969) è una cantante britannica.

## Biografia
Kirsty è figlia del compositore britannico Alan Hawkshaw, mentre sua madre è tedesca.
Dal 1992 al 1994 è stata la vocalist del gruppo di musica techno/house Opus III, che ha pubblicato due album e che ha avuto successo con il singolo It's a Fine Day (1992). Un sample di questo brano è anche inserito nel singolo Halcyon degli Orbital.
Dopo lo scioglimento degli Opus III, ha intrapreso una carriera solista che l'ha portata a collaborare con tantissimi produttori, musicisti e gruppi di musica elettronica e non solo: tra questi BT, Tiësto, Delerium, Rachid Taha, Ian Pooley, Hybrid, Mr. Sam, Judie Tzuke, Sleepthief e Ulrich Schnauss.